# Themistoclesia
Themistoclesia es un género  de plantas fanerógamas perteneciente a la familia Ericaceae.  Comprende 48 especies descritas y de estas, solo 17 aceptadas.

## Taxonomía
El género fue descrito por Johann Friedrich Klotzsch  y publicado en Linnaea 24: 15, 41–42. 1851. La especie tipo es: Themistoclesia pendula Klotzsch

## Especies seleccionadas
- Themistoclesia alata
- Themistoclesia anfracta
- Themistoclesia buxifolia
- Themistoclesia campii
- Themistoclesia caudata
- Themistoclesia compacta
- Themistoclesia compta